# (18132) Spector
(18132) Spector (2000 ON9) – planetoida z pasa głównego asteroid okrążająca Słońce w ciągu 3,47 lat w średniej odległości 2,29 j.a. Odkryta 30 lipca 2000 roku.